# Список депутатів Верховної ради РРФСР II скликання
Список депутатів Верховної ради РРФСР ІI скликання включає 750 депутатів, обраних в лютому 1947 року. Депутати Верховної ради РРФСР IІ скликання працювали з 1947 по 1951 рік.

## А
1. Абазова Надія Петрівна, Дагестанська АРСР
2. Абаїмова Пелагія Микитівна, Мордовська АРСР
3. Абраменков Панас Степанович, Сталінград
4. Абрамов Павло Васильович, Москва
5. Абрамов Федір Іванович, Горьковська область
6. Аброскін Павло Іванович, Брянська область
7. Агаркова Ніна Олександрівна, Челябінськ
8. Адо Андрій Дмитрович, Татарська АРСР
9. Алмазова, Надія Вікторівна, Псковська область
10. Альохін Дмитро Іванович, Курська область
11. Андрєєв Андрій Андрійович, Новосибірськ
12. Андрєєв Євген Єрмилович, Воронезька область
13. Андрєєв Олександр Захарович, Рязанська область
14. Андрєєва Зоя Ананіївна, Чуваська АРСР
15. Андрєєва Марія Іллівна, Калінінська область
16. Андронов Олександр Олександрович, Горький
17. Анікушин Тихон Матвійович, Брянська область
18. Анохіна Євдокія Ксенофонтівна, Ульяновська область
19. Антонов Семен Панасович, Молотовська область
20. Антонова Олександра Гуріївна, Хабаровський край
21. Ануфрієва Катерина Андріївна, Архангельська область
22. Аплаєв Петро Миколайович, Свердловська область
23. Арбулієв Магомед Магомедович, Дагестанська АРСР
24. Артамонов Олексій Панасович, Сталінградська область
25. Астахов Матвій Іванович, Тульська область
26. Афанасьєв Іларіон Опанасович, Орловська область
27. Афанасьєв Микола Порфирович, Курська область
28. Афанасьєв Олександр Олександрович, Архангельська область
29. Афонов Іван Ілліч, Астраханська область
30. Ахазов Тимофій Аркадійович, Чуваська АРСР
31. Аюпова Аміна Нуруллівна, Татарська АРСР

## Б
1. Бабуріна Єлизавета Пилипівна, Москва
2. Бабушкіна Варвара Петрівна, Тюменська область
3. Багаєв Сергій Йосипович, Свердловська область
4. Бадаєв Георгій Федорович, Ленінградська область
5. Байков Іван Іванович, Хабаровський край
6. Балаєва Марія Іванівна, Башкирська АРСР
7. Баранов Іван Іванович, Московська область
8. Баранов Микола Варфоломійович, Ленінград
9. Баранова Василиса Миколаївна, Воронезька область
10. Баранова Катерина Євгенівна, Іркутська область
11. Бардєєва Ганна Сергіївна, Московська область
12. Баришников Олександр Георгійович, Татарська АРСР
13. Басавін Іван Олександрович, Читинська область
14. Басистий Микола Єфремович, Кримська область
15. Баскаков Іван Іванович, Новгородська область
16. Баскакова Євдокія Семенівна, Воронезька область
17. Басов Михайло Васильович, Ленінград
18. Батамиров Анатолій Михайлович, Алтайський край
19. Бахмуров Петро Васильович, Свердловська область
20. Бахова Євдокія Павлівна, Ярославська область
21. Безпалов Микола Миколайович, Челябінськ
22. Березін Іван Омелянович, Ростовська область
23. Берія Лаврентій Павлович, Москва
24. Бещев Борис Павлович, Пензенська область
25. Бєдлова Парасковія Павлівна, Свердловська область
26. Бєлецький Георгій Миколайович, Молотовська область
27. Бєлкіна Олександра Миколаївна, Москва
28. Бєлобородов Микола Михайлович, Башкирська АРСР
29. Бєлорусець Сергій Іванович, Рязанська область
30. Бєлоус Сергій Максимович, Ленінград
31. Биховський Абрам Ісайович, Молотов
32. Бірюков Іван Ілліч, Горьковська область
33. Бірюков Микола Іванович, Горьковська область
34. Біяков Іван Сергійович, Омська область
35. Благірьов Володимир Іванович, Новосибірськ
36. Благонравов, Анатолій Аркадійович, Свердловська область
37. Богаткін Володимир Миколайович, Ленінград
38. Багатко Олександр Миколайович, Алтайський край
39. Богатирьова Олександра Михайлівна, Івановська область
40. Бойцов Іван Павлович, Ставропольський край
41. Болдін Іван Васильович, Особливий виборчий округ
42. Болдирєв Петро Тимофійович, Архангельська область
43. Бондаренко Олексій Дмитрович, Брянська область
44. Борін Костянтин Олександрович, Краснодарський край
45. Борискін Леонтій Ісаакович, Московська область
46. Борисов Василь Андрійович, Калінінградська область
47. Борисов Семен Захарович, Якутська АРСР
48. Бородкіна Марія Терентіївна, Курганська область
49. Бортаковський Іван Іванович, Рязанська область
50. Бочкарьов Олександр Панкратович, Куйбишевська область
51. Бочкін Андрій Юхимович, Ставропольський край
52. Брант Георгій Ростиславович, Володимирська область
53. Брюхов, Сергій Олексійович, Костромська область
54. Бубнов Олексій Олександрович, Ленінград
55. Булатов Фатіх Гаріпович, Татарська АРСР
56. Булганін Микола Олександрович, Москва
57. Бурдін Іван Миколайович, Красноярський край
58. Буриличев Павло Григорович, Московська область
59. Бурова Віра Василівна, Чкаловська область
60. Бутузов, Сергій Михайлович, Красноярський край
61. Бутченко, Федір Олексійович, Ростовська область
62. Бухарова Марія Прохорівна, Брянська область

## В
1. Вагапов Сабір Ахмедьянович, Башкирська АРСР
2. Валіуллін Хазіб Валіуллович, Татарська АРСР
3. Валуєв Яків Петрович, Смоленська область
4. Вараксова Олександра Миколаївна, Краснодарський край
5. Варюшенков Борис Миколайович, Московська область
6. Василенко Іван Михайлович, Алтайський край
7. Васильєв Дмитро Юхимович, Омська область
8. Васильєв Микола Михайлович, Московська область
9. Васильєв Олександр Онисимович, Воронезька область
10. Васильєва Клавдія Олександрівна, Удмуртська АРСР
11. Венде Ольга Денисівна, Смоленська область
12. Вєров Пилип Федорович, Молотовська область
13. Вєтров Іван Ілліч, Алтайський край
14. Виноградов Василь Іванович, Особливий виборчий округ
15. Виноградова Наталія Іванівна, Калінінська область
16. Вислов Іван Макарович, Рязанська область
17. Висляєв Петро Іванович, Московська область
18. Вишняков Олексій Антонович, Чкаловська область
19. Вікторова Валентина Василівна, Горький
20. Владимиров Володимир Никифорович, Горьковська область
21. Власов Іван Олексійович, Рязанська область
22. Вознесенський Микола Олексійович, Тульська область
23. Волгін В'ячеслав Петрович, Ставропольський край
24. Волков Володимир Олександрович, Московська область
25. Воробйов Володимир Васильович, Чкаловська область
26. Воробйов Михайло Петрович, Іркутська область
27. Воробйов Олександр Олександрович, Свердловська область
28. Вороничев Михайло Парамонович, Ярославська область
29. Воронов Геннадій Іванович, Читинська область
30. Воронцов Павло Степанович, Калінінська область
31. Воронцова Ксенія Іванівна, Новосибірськ
32. Ворошилов Климент Єфремович, Сталінград
33. Вострухов Володимир Іванович, Калінінська область

## Г
1. Гагурін Іван Федорович, Калінінська область
2. Гайгалас Анастасія Костянтинівна, Красноярський край
3. Галаджєв Сергій Федорович, Особливий виборчий округ
4. Галєєв Фазій Мінігалійович, Башкирська АРСР
5. Гаркушенко Костянтин Григорович, Ростов
6. Гвішіані Михайло Максимович, Приморський край
7. Гедигушев Ахмед Умахожевич, Ставропольський край
8. Герасимов Олександр Михайлович, Вологодська область
9. Герасимов Олександр Михайлович, Тамбовська область
10. Герасимов Павло Костянтинович, Татарська АРСР
11. Глаголєв Василь Васильович, Омська область
12. Глашкіна Ганна Михайлівна, Тульська область
13. Глєбов Федір Іванович, Горьковська область
14. Глухов Павло Микитович, Саратовська область
15. Говорков Володимир Іванович, Смоленська область
16. Гогльов Семен Іванович, Вологодська область
17. Голев Яків Ілліч, Башкирська АРСР
18. Голенков Володимир Іванович, Новосибірська область
19. Голиков Пилип Іванович, Воронезька область
20. Головін Володимир Порфирович, Свердловськ
21. Головін Яким Пилипович, Свердловська область
22. Голодников Ілля Миколайович, Орловська область
23. Голосов Олексій Олександрович, Ярославська область
24. Голубєв Микола Васильович, Курська область
25. Голубков Петро Васильович, Саратов
26. Гончаров Захар Іванович, Сталінградська область
27. Гончаров Федір Прокопович, Краснодарський край
28. Гопко Ганна Купріянівна, Саратовська область
29. Горбатов Борис Леонтійович, Брянська область
30. Горбач Микита Миколайович, Красноярський край
31. Горбачова Ніна Дмитрівна, Курська область
32. Горбенко Іван Іванович, Ростовська область
33. Горбунов Василь Петрович, Калінінградська область
34. Горгонов Іван Іванович, Московська область
35. Горегляд Олексій Адамович, Кримська область
36. Горемикін Петро Миколайович, Воронезька область
37. Горішній Василь Акимович, Калузька область
38. Горнов Микола Олександрович, Хабаровський край
39. Горшков Йосип Степанович, Тамбовська область
40. Горячев Федір Степанович, Тюменська область
41. Греков Борис Дмитрович, Саратов
42. Гридін Микола Степанович, Архангельська область
43. Гритасова Марфа Василівна, Краснодарський край
44. Гриценко Олександр Васильович, Орловська область
45. Гришечкіна Пелагія Іванівна, Смоленська область
46. Громов Григорій Петрович, Ростовська область
47. Груздєва Ганна Іванівна, Владимирська область
48. Губін Костянтин Олександрович, Московська область
49. Гудве Сергій Валеріянович, Курська область
50. Гумілевська Віра Сергіївна, Тульська область
51. Гуріна Зінаїда Олексіївна, Москва
52. Гусєв Григорій Іванович, Челябінська область
53. Гучева Параска Іванівна, Брянська область

## Д
1. Давидов Сергій Васильович, Москва
2. Давидова Віра Олександрівна, Москва
3. Дадонов Федір Микитович, Челябінська область
4. Далматов Іван Петрович, Красноярський край
5. Даниленко Семен Никифорович, Курська область
6. Данилов Микола Миколайович, Москва
7. Дегтярьов Іван Петрович, Курганська область
8. Дегтяр Дмитро Данилович, Великолуцька область
9. Деза Микола Сергійович, Тамбовська область
10. Деканозов Володимир Георгійович, Івановська область
11. Дементьєва Зінаїда Миколаївна, Ленінградська область
12. Державін Олександр Іванович, Ставропольський край
13. Дерябін Степан Андрійович, Курганська область
14. Дикушин Володимир Іванович, Москва
15. Дінмухаметов Галей Афзалетдінович, Татарська АРСР
16. Домрачов Олександр Васильович, Ульяновська область
17. Дроздов Володимир Васильович, Чкаловська область
18. Дяченко Тетяна Петрівна, Курська область

## Є
1. Євграфова Тетяна Петрівна, Калузька область
2. Євсеєнко Михайло Андріанович, Башкирська АРСР
3. Єгоров Олексій Андрійович, Краснодарський край
4. Єлецьких Марія Дмитрівна, Орловська область
5. Єлян Амо Сергійович, Горьковська область
6. Ємельянов Дмитро Іванович, Омська область
7. Єремєєва Галина Іванівна, Смоленська область
8. Єфстифєєв Михайло Федорович, Калінінська область

## Ж
1. Жданов Андрій Олександрович, Ленінград
2. Желєзцов Дмитро Федорович, Астраханська область
3. Жиганов Назіб Гаязович, Татарська АРСР
4. Жигарєв Павло Федорович, Особливий виборчий округ
5. Жильцов Микола Васильович, Горьковська область
6. Жолнін Сергій Андрійович, Москва

## З
1. Загорська Марія Іванівна, Читинська область
2. Заїкін Іван Васильович, Челябінська область
3. Зайцева Степанида Міхеївна, Бурят-Монгольська АРСР
4. Захаров Андрій Іванович, Якутська АРСР
5. Захаров Матвій Васильович, Курганська область
6. Захаров Митрофан Прохорович, Курська область
7. Захаров Олексій Петрович, Московська область
8. Захаров Семен Єгорович, Приморський край
9. Захватаєв Никанор Дмитрович, Приморський край
10. Захваткіна Іраїда Прокопівна, Молотов
11. Зачепа Іван Іванович, Молотовська область
12. Зенова Клавдія Юхимівна, Москва
13. Зимін Іван Миколайович, Калінінська область
14. Зиміна Клавдія Андріївна, Ленінград
15. Зирянов Павло Іванович, Приморський край
16. Зінченко Василь Омелянович, Краснодарський край
17. Зорін Іван Васильович, Чкаловська область
18. Зотов Іван Тихонович, Ульяновська область
19. Зубович Іван Герасимович, Саратовська область
20. Зуєва Тетяна Михайлівна, Тамбовська область

## І
1. Іванов Ананій Макарович, Приморський край
2. Іванов Всеволод Миколайович, Красноярський край
3. Іванов Іван Іванович, Воронезька область
4. Іванов Ілля Андрійович, Тамбовська область
5. Іванов Ілля Іванович, Ленінград
6. Іванов Микола Григорович, Удмуртська АРСР
7. Ігнатова Лідія Іванівна, Московська область
8. Ізмайлова Галія Гілязівна, Татарська АРСР
9. Ізюмов Олексій Федорович, Читинська область
10. Іллєнко Марк Михайлович, Брянська область
11. Ільїн Григорій Маркелович, Москва
12. Ільїчов Леонід Федорович, Чкаловська область
13. Ілюхіна Марія Титівна, Пензенська область
14. Іноземцева Агрипіна Матвіївна, Саратовська область
15. Ісаєнко Микола Онисимович, Астраханська область
16. Ісаков Іван Степанович, Саратовська область
17. Ісаковський Михайло Васильович, Смоленська область
18. Істомін Микола Олександрович, Тюменська область
19. Ішкініна Шакіра Гаріфівна, Башкирська АРСР

## К
1. Каганович Лазар Мойсейович, Свердловськ
2. Каде Халід Баткерійович, Краснодарський край
3. Каїров Іван Андрійович, Куйбишевська область
4. Калинников Трохим Георгійович, Хабаровський край
5. Калмикова Євдокія Никифорівна, Курська область
6. Каретникова Ганна Іванівна, Свердловська область
7. Карпуничева Катерина Олександрівна, Вологодська область
8. Картавенко Павло Миколайович, Брянська область
9. Катаєв Валентин Петрович, Москва
10. Катков Микола Микитович, Куйбишевська область
11. Квашин Костянтин Васильович, Грозненська область
12. Кисельов Віктор Іванович, Саратовська область
13. Кисельова Ганна Миколаївна, Алтайський край
14. Кисельова Тетяна Борисівна, Великолуцька область
15. Кислин Семен Іванович, Куйбишевська область
16. Кислицина Ольга Юхимівна, Чкаловська область
17. Кірєєв Сергій Якович, Горький
18. Кірпиков Борис Петрович, Особливий виборчий округ
19. Кірчанська Тетяна Тимофіївна, Грозненська область
20. Клюєва Ніна Георгіївна, Москва
21. Коврова Параскевія Миколаївна, Рязанська область
22. Кожаринов Володимир Васильович, Ленінград
23. Кожевніков Леонід Іванович, Кіровська область
24. Кожелева Марія Іванівна, Алтайський край
25. Кожухов Олександр Васильович, Красноярський край
26. Козлов Василь Павлович, Костромська область
27. Козлов Олексій Іванович, Ярославська область
28. Козлова Олімпіада Василівна, Московська область
29. Козо-Полянський Борис Михайлович, Воронезька область
30. Колесников Пантелеймон Никифорович, Воронезька область
31. Колесников Порфирій Костянтинович, Чкаловська область
32. Колишев Євген Федорович, Кемеровська область
33. Колосовська Валентина Федорівна, Свердловськ
34. Колотушкіна Таїсія Митрофанівна, Воронезька область
35. Колотиркін Іван Михайлович, Москва
36. Колпаков Іван Васильович, Вологодська область
37. Комлєв Матвій Кіндратович, Омська область
38. Конасов Борис Михайлович, Ленінградська область
39. Кондаков Петро Павлович, Новосибірська область
40. Кондратьєв Анатолій Дмитрович, Кіровська область
41. Кондрашова Катерина Ксенофонтівна, Пензенська область
42. Коновалов Іван Васильович, Свердловська область
43. Корешков Михайло Єгорович, Московська область
44. Корепанов Павло Петрович, Вологодська область
45. Коробов Михайло Іванович, Псковська область
46. Коробцова Пелагія Андріївна, Ростовська область
47. Коровецька Наталія Никифорівна, Орловська область
48. Корольова Катерина Федорівна, Омська область
49. Коротков Сергій Трохимович, Псковська область
50. Косигін Олексій Миколайович, Ленінградська область
51. Костенко Василь Дементійович, Краснодарський край
52. Кострикова Єлизавета Миронівна, Кіровська область
53. Костильов Валентин Іванович, Горький
54. Костяк Гаврило Іванович, Північно-Осетинська АРСР
55. Коханський Василь Аркадійович, Читинська область
56. Кочергіна Софія Микитівна, Воронезька область
57. Кошкарова Віра Сергіївна, Алтайський край
58. Кравчук Павло Федосійович, Горьковська область
59. Крапивін Сергій Васильович, Кемеровська область
60. Крапчин Іван Георгійович, Орловська область
61. Красавченко Микола Прокопович, Московська область
62. Краснова Марія Олександрівна, Московська область
63. Крилов Микола Іванович, Особливий виборчий округ
64. Крилов Олександр Васильович, Воронезька область
65. Кропачова Марія В'ячеславівна, Ленінград
66. Круглов Віталій Михайлович, Калінінська область
67. Крупін Дмитро Васильович, Ростовська область
68. Кувшинова Клавдія Сергіївна, Калінінградська область
69. Кувикін Степан Іванович, Башкирська АРСР
70. Кудаєв Черим Карамурзович, Кабардинська АРСР
71. Кудріна Капітоліна Іванівна, Новосибірська область
72. Кузнєцов Володимир Дмитрович, Томська область
73. Кузнєцов Іван Степанович, Костромська область
74. Кузнєцов Микола Дмитрович, Алтайський край
75. Кузнєцов Олексій Олександрович, Ленінград
76. Кузнєцов Федір Федотович, Ульяновська область
77. Кукліна Наталія Павлівна, Кіровська область
78. Кулаков Микола Михайлович, Краснодарський край
79. Кулахметова Аміна Галіївна, Татарська АРСР
80. Кулешов Спиридон Олексійович, Ростовська область
81. Кулик Сергій Миколайович, Омська область
82. Куперт Василь Іванович, Томська область
83. Купріянов Іван Михайлович, Московська область
84. Купцова Феодора Павлівна, Горьковська область
85. Кураков Олексій Миколайович, Тульська область
86. Курваналієва Кузейбат, Дагестанська АРСР
87. Курська Зоя Михайлівна, Красноярський край
88. Куршев Олександр Миколайович, Саратовська область
89. Курильова, Іраїда Іванівна, Горьковська область
90. Кусимов Тагір Таїпович, Башкирська АРСР
91. Кутуков Олександр Іванович, Саратовська область
92. Кучеров Василь Максимович, Бурят-Монгольська АРСР
93. Кушаков  Панас Єфремович, Кемеровська область
94. Куянова Тетяна Матвіївна, Омська область

## Л
1. Лавочкін Семен Олексійович, Воронезька область
2. Лаврентьєв Костянтин Іванович, Томська область
3. Лавриненко Володимир Дмитрович, Смоленська область
4. Латунов Іван Сергійович, Архангельська область
5. Лебедєва Євдокія Василівна, Іванівська область
6. Лебедєв-Кумач Василь Іванович, Кіровська область
7. Лебедков Григорій Дмитрович, Астраханська область
8. Левченко Гордій Іванович, Калінінградська область
9. Лемонова Віра Петрівна, Мордовська АРСР
10. Леонов Дмитро Сергійович, Хабаровський край
11. Леонтьєв Борис Володимирович, Калінінська область
12. Лесик Павло Іванович, Кримська область
13. Ликова Уляна Федорівна, Кемеровська область
14. Лиманський Кузьма Архипович, Курська область
15. Лисенко Олександр Карпович, Воронезька область
16. Лисицин Віктор Миколайович, Новосибірськ
17. Литкін Борис Григорович, Мурманська область
18. Лиховидов, Семен Федорович, Ростовська область
19. Лобанов Василь Васильович, Хабаровський край
20. Лобанов Володимир Васильович, Алтайський край
21. Лобанов Павло Павлович, Омська область
22. Лобков В'ячеслав Миколайович, Татарська АРСР
23. Лопатін Олександр Афіногенович, Кіровська область
24. Лопатін Георгій Іванович, Марійська АРСР
25. Лосєва Клавдія Костянтинівна, Вологодська область
26. Лоскутникова Агафія Нестерівна, Курганська область
27. Лоскутов, Іван Кузьмич, Горький
28. Луканін Дмитро Юхимович, Калузька область
29. Лук'янова Ганна Василівна, Ленінград
30. Лупінов Захар Петрович, Челябінська область
31. Луценко Семен Васильович, Ставропольський край

## М
1. Мавлютова Магріфа Закіївна, Башкирська АРСР
2. Магомедов Расул Магомедович, Дагестанська АРСР
3. Маєголов Олександр Костянтинович, Рязанська область
4. Мажаєв Федір Трохимович, Мордовська АРСР
5. Мазуровська Ольга Ернестівна, Чкаловська область
6. Майоров Михайло Максимович, Тамбовська область
7. Майоров Прокіп Васильович, Москва
8. Макаров Валентин Іванович, Ростовська область
9. Макаров Олександр Федорович, Грозненська область
10. Макаров Іван Якович, Якутська АРСР
11. Макаров Михайло Іванович, Красноярський край
12. Максименко Семен Савелійович, Новосибірська область
13. Максимов Іван Іванович, Костромська область
14. Максимова Анастасія Гнатівна, Калузька область
15. Маландін Герман Капітонович, Кіровська область
16. Малахов Михайло Іванович, Московська область
17. Малєєв Михайло Григорович, Курська область
18. Маленков Георгій Максиміліанович, Московська область
19. Малишкіна Ганна Олександрівна, Новосибірська область
20. Малініна Параска Андріївна, Костромська область
21. Малькевич Леонід Петрович, Челябінська область
22. Марасанов Олександр Ксенофонтович, Владимирська область
23. Марєєв Василь Михайлович, Свердловська область
24. Маричева Олександра Тихонівна, Красноярський край
25. Марков Володимир Михайлович, Ярославська область
26. Маркова Антоніна Іванівна, Ленінградська область
27. Матвєєв Олексій Миколайович, Калінінська область
28. Матвієнко Олексій Дорофійович, Хабаровський край
29. Машанський Федір Ісаакович, Ленінград
30. Машков Петро Ксенофонтович, Сталінградська область
31. Мелешко Афанасія Миколаївна, Свердловська область
32. Мельник Дмитро Никанорович, Хабаровський край
33. Мерцлін Роман Вікторович, Молотовська область
34. Метусова Фекла Василівна, Алтайський край
35. Мєшалкін Олександр Олексійович, Ярославська область
36. Мєщанінов Іван Іванович, Ленінград
37. Миларщиков Володимир Павлович, Московська область
38. Милицький Василь Іванович, Татарська АРСР
39. Милова Євдокія Сергіївна, Саратовська область
40. Миронов Матвій Васильович, Іркутська область
41. Миронов Микола Михайлович, Горьковська область
42. Миротворцев Микола Миколайович, Рязанська область
43. Михайлін Василь Павлович, Молотов
44. Михайлова Катерина Іванівна, Брянська область
45. Мікоян Анастас Іванович, Ростов
46. Мітрохін Тихон Борисович, Ярославська область
47. Мітряшов Семен Трохимович, Чуваська АРСР
48. Мішина Катерина Дементіївна, Москва
49. Моликов Сергій Іванович, Курганська область
50. Молотов В'ячеслав Михайлович, Москва
51. Мордвінов Аркадій Григорович, Мордовська АРСР
52. Морокін Іван Петрович, Івановська область
53. Морська Марія Овсіївна, Ростовська область
54. Москвін Василь Арсентійович, Кемеровська область
55. Москов Микола Андріанович, Воронезька область
56. Мосолов Василь Петрович, Марійська АРСР
57. Мочалова Ганна Юхимівна, Новгородська область
58. Мошкіна Олександра Іванівна, Кіровська область
59. Муратов Зіннят Ібетович, Татарська АРСР
60. Мурзіна Олімпіада Миколаївна, Кемеровська область
61. Музруков Борис Глібович, Свердловськ
62. Мухаркін Дмитро Петрович, Свердловська область
63. Мухіна Зінаїда Семенівна, Челябінська область

## Н
1. Найдьонова Ольга Сергіївна, Рязанська область
2. Насонкіна Наталія Іванівна, Тамбовська область
3. Наумов Микола Олександрович, Краснодарський край
4. Наумов Олексій Васильович, Смоленська область
5. Неклюдов Віктор Миколайович, Ульяновська область
6. Некрасов Олексій Семенович, Курська область
7. Некрасова-Попова Віра Олександрівна, Кримська область
8. Нємцев Сергій Олександрович, Красноярський край
9. Несміянов Олександр Миколайович, Кемеровська область
10. Нестеров Олександр Михайлович, Алтайський край
11. Нехайло Віра Семенівна, Краснодарський край
12. Никаноров Василь Іванович, Кримська область
13. Ниробцев Григорій Хомич, Молотовська область
14. Нікітін Михайло Микитович, Новосибірськ
15. Нікітченко Іона Тимофійович, Новосибірська область
16. Ніколашин Федір Павлович, Тамбовська область
17. Нікольський Інокентій Михайлович, Іркутська область
18. Новиков Іван Кузьмич, Москва
19. Новохатовська Надія Георгіївна, Сталінградська область
20. Носов Федір Степанович, Калузька область
21. Нуждов Микола Ілліч, Особливий виборчий округ
22. Няшин Михайло Степанович, Молотовська область

## О
1. Облоухова Параскевія Олексіївна, Калузька область
2. Одинцов Георгій Федотович, Ленінградська область
3. Одновалов Павло Єлисейович, Псковська область
4. Ожогов Максим Мінайович, Кіровська область
5. Окулов Василь Андрійович, Татарська АРСР
6. Оніка Дмитро Григорович, Ростовська область
7. Органов Микола Миколайович, Приморський край
8. Орлов Іван Михайлович, Пензенська область
9. Орлов Олексій Георгійович, Москва
10. Орлов Сергій Олексійович, Калузька область
11. Осипов Артем Павлович, Ярославська область
12. Охотникова Марія Луківна, Марійська АРСР

## П
1. Павлов Яків Федотович, Новгородська область
2. Палипов Салім Білалович, Татарська АРСР
3. Панін Олександр Павлович, Свердловська область
4. Паніна Пелагія Родіонівна, Тамбовська область
5. Панкрушев Олександр Іванович, Челябінськ
6. Панченко Микола Андрійович, Сталінградська область
7. Папков Борис Миколайович, Ставропольський край
8. Пастушенко Петро Микитович, Ростовська область
9. Патоличев Микола Семенович, Челябінська область
10. Патракеєв Михайло Іванович, Владимирська область
11. Перцев Михайло Андрійович, Челябінська область
12. Петров Микола Григорович, Новгородська область
13. Петрухін Олександр Трохимович, Кримська область
14. Пєчкін Петро Федорович, Алтайський край
15. Пигальов Дмитро Матвійович, Сталінград
16. Пирожков, Павло Никифорович, Рязанська область
17. Пишуліна Варвара Григорівна, Воронезька область
18. Піскунова Надія Тимофіївна, Хабаровський край
19. Пітірімова Зінаїда Олександрівна, Вологодська область
20. Платонов Василь Іванович, Мурманська область
21. Плестун Анастасія Гаврилівна, Приморський край
22. Плесцов Сергій Інокентійович, Саратовська область
23. Плотников Микола Петрович, Москва
24. Покровський Михайло Володимирович, Чуваська АРСР
25. Полушкін Матвій Васильович, Івановська область
26. Поляков Олексій Михайлович, Сталінградська область
27. Полякова Ганна Миколаївна, Горьковська область
28. Попков Петро Сергійович, Ленінград
29. Попов Василь Федорович, Татарська АРСР
30. Попов Георгій Михайлович, Москва
31. Попова Євдокія Михайлівна, Куйбишев
32. Попова Ніна Василівна, Куйбишев
33. Попова Тамара Гнатівна, Кіровська область
34. Поповський Олексій Олександрович, Орловська область
35. Поройкова Єлизавета Дмитрівна, Костромська область
36. Поскрьобишев Олександр Миколайович, Башкирська АРСР
37. Правдін Микола Олександрович, Івановська область
38. Пресняков Дмитро Петрович, Орловська область
39. Приймак Олександра Кузьмівна, Краснодарський край
40. Прокоф'єв Олексій Макарович, Смоленська область
41. Прокошин Федір Сергійович, Горький
42. Пронін Микола Ілліч, Алтайський край
43. Пронін Михайло Михайлович, Особливий виборчий округ
44. Пронін Олексій Михайлович, Особливий виборчий округ
45. Проннікова Ольга Іванівна, Хабаровський край
46. Прохватилов Василь Тимофійович, Сталінградська область
47. Прохоров Яків Михайлович, Московська область
48. Прочко Гнат Степанович, Курська область
49. Прощаликін Олексій Семенович, Тульська область
50. Пчеляков Олександр Павлович, Свердловська область

## Р
1. Раков Василь Андрійович, Куйбишевська область
2. Ратнер Шахно Ізраїльович, Хабаровський край
3. Ратников Василь Іванович, Вологодська область
4. Рванцев Федір Селіверстович, Кіровська область
5. Ревенко Глікерія Степанівна, Курська область
6. Редькін Микола Юхимович, Краснодарський край
7. Речкалов Іван Васильович, Новгородська область
8. Решетов Серафим Миколайович, Великолуцька область
9. Рижов Микита Семенович, Калінінська область
10. Родимцев Олександр Ілліч, Чкаловська область
11. Родіонов Михайло Іванович, Горьковська область
12. Романичев Сергій Дмитрович, Татарська АРСР
13. Російська Віра Василівна, Владимирська область
14. Рочев Іван Олексійович, Комі АРСР
15. Рубанова Віра Микитівна, Кримська область
16. Рудаков Олександр Васильович, Іркутська область
17. Рукавіцина Аріадна Миколаївна, Іркутська область
18. Русин Михайло Дмитрович, Удмуртська АРСР
19. Рябов Гаврило Георгійович, Мордовська АРСР
20. Рябчиков Микола Петрович, Марійська АРСР
21. Рязанова Анастасія Федорівна, Московська область

## С
1. Сабуров Максим Захарович, Новгородська область
2. Савельєв Дмитро Федорович, Удмуртська АРСР
3. Савельєва Васса Василівна, Калінінська область
4. Савін Міхей Якович, Тюменська область
5. Садрієва Фаузія Садріївна, Татарська АРСР
6. Садчиков Михайло Васильович, Саратовська область
7. Сазанова Ганна Прокопівна, Ставропольський край
8. Саланов Олексій Михайлович, Кіровська область
9. Салтиков Михайло Іванович, Вологодська область
10. Самсонов Костянтин Якович, Москва
11. Сараєв Федір Трифонович, Читинська область
12. Саратовських Володимир Панасович, Кемеровська область
13. Саричева Марія Василівна, Москва
14. Сафонов Григорій Миколайович, Удмуртська АРСР
15. Сафонов Михайло Іванович, Ленінградська область
16. Сафронов Арсен Михайлович, Башкирська АРСР
17. Сафронов Ілля Сергійович, Молотовська область
18. Сбитов Микола Олександрович, Московська область
19. Свєтлаков Микола Іванович, Кіровська область
20. Свірін Іван Іванович, Курська область
21. Свистунов Олександр Євдокимович, Воронезька область
22. Селезньов Петро Януарійович, Краснодарський край
23. Селіванова Ганна Сергіївна, Саратовська область
24. Селіванова Раїса Пилипівна, Куйбишевська область
25. Селівановський Микола Миколайович, Куйбишевська область
26. Селіверстов Іван Андрійович, Приморський край
27. Селяліна Тетяна Михайлівна, Мурманська область
28. Семенов Петро Павлович, Красноярський край
29. Семенова Євдокія Семенівна, Псковська область
30. Сергєєва Ксенія Павлівна, Великолуцька область
31. Сєдих Анастасія Іванівна, Воронезька область
32. Сєренко Микита Васильович, Алтайський край
33. Сивоконь Марія Миколаївна, Краснодарський край
34. Сидельников Михайло Єфремович, Приморський край
35. Сидоров Іван Олександрович, Ярославська область
36. Сидоров Петро Михайлович, Великолуцька область
37. Сидорова Ніна Володимирівна, Курська область
38. Сизова Олександра Василівна, Ульяновська область
39. Симанова Олександра Василівна, Свердловська область
40. Синенко Михайло Денисович, Ульяновська область
41. Сисаєва Анфіса Єгорівна, Кемеровська область
42. Сисина Марія Іванівна, Пензенська область
43. Ситников Георгій Семенович, Свердловська область
44. Сиушкіна Марія Фролівна, Ставропольський край
45. Скачков Іван Михайлович, Московська область
46. Скляров Максим Гаврилович, Особливий виборчий округ
47. Скоморохов Андрій Павлович, Рязанська область
48. Скрипко Клавдія Трифонівна, Ростовська область
49. Славина Варвара Федорівна, Тульська область
50. Слимон Микола Пилипович, Великолуцька область
51. Смирнов Микола Костянтинович, Пензенська область
52. Смирнов Олександр Харитонович, Костромська область
53. Смирнов Юхим Іванович, Рязанська область
54. Смирнова Олена Володимирівна, Вологодська область
55. Смиряєв Володимир Петрович, Пензенська область
56. Соболєв Євген Федорович, Башкирська АРСР
57. Соболєв Михайло Петрович, Ульяновська область
58. Сойнов Аркадій Фадійович, Пензенська область
59. Соколов Геннадій Костянтинович, Удмуртська АРСР
60. Соколов Іван Михайлович, Москва
61. Соколов Леонід Іванович, Новосибірська область
62. Соколов Олексій Гаврилович, Смоленська область
63. Соколов Тихон Іванович, Новосибірська область
64. Соколова Августа Василівна, Горьковська область
65. Соловйов Георгій Олександрович, Калінінська область
66. Солонін Василь Степанович, Башкирська АРСР
67. Сомов Олександр Васильович, Чуваська АРСР
68. Сорокін Костянтин Леонтійович, Особливий виборчий округ
69. Сорокіна Анастасія Кузьмівна, Рязанська область
70. Сотников Всеволод Олександрович, Саратовська область
71. Спиридонов Олексій Михайлович, Хабаровський край
72. Споров В'ячеслав Якович, Тамбовська область
73. Сталін Йосип Віссаріонович, Москва
74. Старостін Василь Михайлович, Ленінград
75. Староторзький Олександр Павлович, Брянська область
76. Старухін Іван Порфирович, Кіровська область
77. Старцева Марія Єлизарівна, Комі АРСР
78. Статирова Олександра Тимофіївна, Челябінська область
79. Степанова Зінаїда Іванівна, Калінінська область
80. Страупе Борис Петрович, Ленінградська область
81. Стугарьов Андрій Савелійович, Кемеровська область
82. Субботін Микита Єгорович, Чкаловська область
83. Сурін Петро Васильович, Куйбишев
84. Сурков Олексій Олександрович, Курська область
85. Суровий Микита Михайлович, Московська область
86. Суханов Михайло Михайлович, Горьковська область
87. Сухін Василь Данилович, Грозненська область
88. Сухомлинов Порфирій Селіверстович, Курська область
89. Сячинов Володимир Кирилович, Кабардинська АРСР

## Т
1. Табаков Микола Григорович, Краснодарський край
2. Тарасикова Катерина Георгіївна, Читинська область
3. Тарасов Микола Павлович, Ленінград
4. Тарасов Михайло Петрович, Молотовська область
5. Тарасов Павло Сергійович, Московська область
6. Татаринов Дмитро Іванович, Башкирська АРСР
7. Татаринцев Віталій Григорович, Івановська область
8. Татаринцева Єлизавета Іллівна, Іркутська область
9. Тахтаров Адільгірей, Дагестанська АРСР
10. Твардовський Олександр Трифонович, Володимирська область
11. Творогов Олександр Дмитрович, Івановська область
12. Титова Катерина Федорівна, Челябінська область
13. Тихомиров Віктор Васильович, Горьковська область
14. Тихонов Олександр Якович, Ленінград
15. Тока Салчак Калбакхорекович, Тувинська автономна область
16. Толстиков Микола Йосипович, Воронезька область
17. Томилов Петро Андрійович, Челябінська область
18. Тотоєв Віктор Сосланбекович, Північно-Осетинська АРСР
19. Третьяков Андрій Федорович, Калінінська область
20. Трішкін Андрій Андрійович, Куйбишевська область
21. Трубіцин Василь Павлович, Ставропольський край
22. Туаєва Ольга Миколаївна, Північно-Осетинська АРСР
23. Тюрін Іван Павлович, Брянська область

## У
1. Ульяненко Ніна Захарівна, Курська область
2. Уразбаєв Насир Рафікович, Башкирська АРСР
3. Ушакова Анастасія Тимофіївна, Молотовська область
4. Ушакова Єлизавета Іванівна, Московська область

## Ф
1. Фаталієв Халіль Магомедович, Дагестанська АРСР
2. Федін Олександр Андрійович, Краснодарський край
3. Федоров Веніамін Федорович, Чуваська АРСР
4. Федорова Олександра Федорівна, Чуваська АРСР
5. Федосєєв Петро Миколайович, Кемеровська область
6. Федотова Марія Трохимівна, Астраханська область
7. Федюшин Олексій Михайлович, Пензенська область
8. Федюнінський Іван Іванович, Архангельська область
9. Ферін Михайло Олексійович, Башкирська АРСР
10. Фетисова Марія Василівна, Куйбишевська область
11. Філіпов Олексій Петрович, Воронезька область
12. Фірсанова Ганна Миколаївна, Сталінградська область
13. Фокін Павло Миколайович, Тамбовська область
14. Фоменко Сергій Степанович, Читинська область
15. Фролов Олександр Сергійович, Особливий виборчий округ
16. Фронтасьєв Володимир Павлович, Смоленська область
17. Фурсов Григорій Петрович, Воронезька область

## X
1. Хакімова Шамсія Газіївна, Башкирська АРСР
2. Хандохіна Таїсія Василівна, Курська область
3. Харін Петро Романович, Комі АРСР
4. Харитонов Ілля Степанович, Ленінградська область
5. Харитонова Клавдія Геннадіївна, Рязанська область
6. Хворостухін Олексій Іванович, Іркутська область
7. Хісамова Нафіса Хадіївна, Татарська АРСР
8. Хмелєвський Кузьма Михайлович, Молотовська область
9. Холодков Василь Андрійович, Московська область
10. Холостов Дмитро Іванович, Псковська область
11. Хоренко Іван Васильович, Ростовська область
12. Храмайков Федір Тихонович, Тульська область
13. Храмов Іван Макарович, Мордовська АРСР
14. Храпченко Михайло Борисович, Івановська область
15. Хрущов Микита Сергійович, Красноярський край
16. Худаєва Надія Андріївна, Горьковська область

## Ц
1. Цвєткова Віра Семенівна, Івановська область
2. Цукаєв Микола Антонович, Приморський край
3. Цидинжапов Гомбожап Цидинжапович, Бурят-Монгольська АРСР
4. Циноха Мотрона Венедиктівна, Томська область
5. Циремпілон Доржи Циремпілович, Бурят-Монгольська АРСР

## Ч
1. Чабанов Федір Васильович, Алтайський край
2. Чадаєв Яків Єрмолайович, Кіровська область
3. Чебриков Іван Дмитрович, Краснодарський край
4. Черкасов Микола Костянтинович, Ленінград
5. Черкасова Олександра Максимівна, Сталінградська область
6. Черкашина Агрипіна Іванівна, Чкаловська область
7. Чернецов Всеволод Ілліч, Ленінградська область
8. Чернов Ілля Іванович, Владимирська область
9. Чернов Микола Іванович, Владимирська область
10. Чернов Михайло Васильович, Орловська область
11. Чернов Михайло Федорович, Мордовська АРСР
12. Чернуха Андрій Андрійович, Тюменська область
13. Чертов Дмитро Пилипович, Краснодарський край
14. Чесноков Микола Єрмолайович, Воронезька область
15. Чикіна Ганна Андріївна, Московська область
16. Чирков Вікентій Миколайович, Удмуртська АРСР
17. Чистяков Михайло Миколайович, Воронезька область
18. Чубарова Клавдія Миколаївна, Хабаровський край
19. Чуєва Ганна Миколаївна, Башкирська АРСР

## Ш
1. Шавлюгін Федос Дмитрович, Москва
2. Шалков Іван Андрійович, Тульська область
3. Шаповалов Володимир Семенович, Кемеровська область
4. Шаров Костянтин Антонович, Кемеровська область
5. Шарова Зоя Іларіонівна, Ярославська область
6. Шарова Марія Олексіївна, Московська область
7. Шатилов Сергій Савелійович, Пензенська область
8. Шатрова Олександра Костянтинівна, Молотовська область
9. Шведова Зоя Дмитрівна, Смоленська область
10. Шверник Микола Михайлович, Московська область
11. Шебалін Віссаріон Якович, Москва
12. Шевелькова Антоніна Іванівна, Удмуртська АРСР
13. Шелепін Олександр Миколайович, Горьковська область
14. Шелепіна Євгенія Андріївна, Ростов
15. Шестаков Кирило Потапович, Красноярський край
16. Шикторов Іван Сергійович, Ленінградська область
17. Шиловцев Сергій Павлович, Куйбишев
18. Шиханов Павло Кирилович, Архангельська область
19. Шишкін Михайло Олександрович, Саратов
20. Шкірятов Матвій Федорович, Тульська область
21. Шлепін Дмитро Кузьмич, Владимирська область
22. Шмаков Микола Олексійович, Омська область
23. Шмельов Іван Андрійович, Московська область
24. Шорохов Володимир Микитович, Новосибірська область
25. Шостакович Дмитро Дмитрович, Ленінград
26. Шпилько Назар Трохимович, Краснодарський край
27. Штаненко Сергій Матвійович, Орловська область

## Щ
1. Щолкіна Аріадна Юхимівна, Ленінград
2. Щуров Федір Петрович, Тюменська область

## Ю
1. Юдін Михайло Васильович, Новгородська область
2. Юдін Павло Олександрович, Брянська область

## Я
1. Яковлєв Федір Васильович, Мордовська АРСР
2. Якубовський Іван Гнатович, Алтайський край
3. Янгіров Марван Янгірович, Башкирська АРСР
4. Яснов Михайло Олексійович, Москва